# ВЗД-6ч
ВЗД-6ч — радянський механічний підривач з годинниковим уповільнювачем, призначений для підривання зарядів вибухових речовин через заданий час.

## Устрій
Підривач ВЗД-6ч складається з годинникового, спускового та ударного механізмів, футляра і запалу МД-5М.
Годинниковий механізм має анкерний хід. Він змонтований між двома платами, прикріпленими до основи підривника. В основі підривника є різьбовий отвір для закручування запалу МД-5М, який закритий пробкою. Для забезпечення ходу годинникового механізму і приведення в дію спускового механізму вмонтована заводна пружина. Заведення пружини та установлення терміну уповільнення спрацювання підривника проводиться поворотом диска зводу за штифти. Поруч з диском на платі нанесені біла та чорна стрілки. До верхньої плати прикріплені два кутики, які виключають випадкове зачеплення за штифти диска зводу під час надівання футляра на механізм.
На верхній платі є віконце, через яке видно циферблат. Біля віконця закріплений покажчик. Циферблат парою зубчатих коліс зв’язаний зі спусковим механізмом. На циферблаті нанесені чорний трикутник та шкала. При суміщенні чорного трикутника з показником відбувається звід ударника. 
Шкала поділена на шість великих годинних поділок, позначених цифрами 0–6. Кожна велика поділка розділена на шість малих десятихвилинних поділок. Початкова частина шкали біля цифри 0 пофарбована в чорний колір. Установлення терміну спрацювання підривника в її межах забороняється. Перша риска після початкової частини шкали, пофарбованої в чорний колір, відповідає затриманню спрацювання на 15 хвилин. Установлення заданого терміну уповільнення проводиться суміщенням відповідної поділки циферблата з покажчиком.
Футляр призначений для захисту механізму підривника від механічних пошкоджень, забруднення та вологи. Футляр має головку, яка нагвинчується на гвинт і притискає футляр до основи.
Ущільнення підривника в місцях зчленування футляра з головкою і основою та основи із запалом (пробкою) забезпечується гумовими прокладками.
Підривники ВЗД-6ч зберігаються із незаведеними заводними пружинами та незведеними ударниками.
Годинниковий механізм має пусковий пристрій, який складається з пускового важеля з пружиною та стопором. Кінець пускового важеля входить в отвір для запалу. Пуск годинникового механізму відбувається під час закручування в підривник запалу МД-5М, який торцем натискає на кінець важеля, повертає його та відводить стопор від балансу.
При закручуванні запалу МД-5М пусковий важіль повертається, стопор звільняє баланс. Зусилля заводної пружини через ряд пар зубчатих коліс передається на анкерний хід, який забезпечує рівномірність роботи годинникового механізму. Під час роботи годинникового механізму повертаються диски зводу та спускання і циферблат. Упор спускового важеля, притиснений пружиною до диска спускання, ковзає по ньому та утримує 
ударник за втулку у бойовій позиції. У результаті повертання диска 
спускання в момент суміщення нуля циферблата з покажчиком упор 
заглиблюється у виїмку та звільняє ударник. Ударник під дією бойової пружини наколює запал МД-5М і викликає його детонацію.

## Тактико-технічні характеристики
- Тип — механічний з годинниковим уповільнювачем
- Маса — 230 г
- Габарити (без запалу) — 90х50х25 мм
- Термін уповільнення — від 15 хв до 6 год
- Точність спрацювання — ± 5 хв
- Ціна однієї позначки шкали	 — 10 хв
- Температурний діапазон застосування — від –15º до +40º С